# Estación de Tortosendo
La Estación Ferroviaria de Tortosendo, originalmente denominada Estación de Tortozendo, es una plataforma ferroviaria de la Línea de la Beira Baixa, que sirve a la localidad de Tortosendo, en el Distrito de Castelo Branco, en Portugal.

## Historia
La estación se encuentra en el tramo entre las Estaciones de Abrantes y Covilhã de la Línea de la Beira Baixa, que comenzó a ser construido a finales de 1885, y entró en servicio el 6 de septiembre de 1891.